# パンテテイン
パンテテイン(Pantetheine)は、パントテン酸（ビタミンB5）のシステアミンアミドアナログである。この化合物の二量体であるパンテチンの方がよく知られており、パントテン酸よりも強いビタミンB5であると考えられている。パンテテインは、体内での補酵素Aの生産の中間体である。